# لوئیس کینگ
لوئیس کینگ (انگلیسی: Louis King؛ ۲۸ ژوئن ۱۸۹۸ – ۷ سپتامبر ۱۹۶۲) یک هنرپیشه، و کارگردان اهل ایالات متحده آمریکا بود.
از فیلم‌هایی که وی در آن‌ها نقش داشته است، می‌توان به تندر در میانکوه اشاره نمود.